# Iňačovce
Iňačovce (Hongaars: Solymos) is een Slowaakse gemeente in de regio Košice, en maakt deel uit van het district Michalovce.
Iňačovce telt 704 inwoners.